# 永田暁彦
永田 暁彦（ながた あきひこ、1982年12月6日 - ）は、日本の実業家、投資家。ディープテック領域に特化したスタートアップ支援を行うUntroD Capital Japan株式会社の代表取締役社長であり、日本最大級の技術系ベンチャーキャピタル「リアルテックファンド」の創設者・運営責任者。
それ以前は、バイオ燃料の開発やヘルスケア、ソーシャルビジネスを展開する株式会社ユーグレナにて、未上場期の2008年から経営に参画。2012年にマザーズ上場、2014年に東証1部上場。CFO、COOを歴任し、2021年より代表執行役員CEOを務め、2024年に退任した。
また、社会課題の解決を目的とした事業創出にも注力しており、NPO発のソーシャルインパクトIPOを実現した「雨風太陽」の創業および経営や、知的障害のあるアーティストと共創する「ヘラルボニー」への経営支援など、インパクト志向の活動も展開している。
慶應義塾大学商学部卒業。
政府機関の有識者委員などを歴任し、科学技術政策やスタートアップ振興においても大きな影響力を持つ。

## 経歴
山口県下関市に生まれる。幼少時に福岡県に移住して育つ。両親は福祉関係の仕事をしており、父は管理職になれる資格を持っていても現場の仕事を選ぶタイプだったという。私立青雲中学校に進学する。数学が得意だったことと、奨学融資制度があったことから慶應義塾大学に絞って受験し、合格した商学部に入学する。入学直後から2年間休学して、働いて貯めた資金で日本内外を旅行した。復学後は公認会計士を目指したが、偶然知り合った独立系プライベートエクイティファンドの株式会社インスパイアの副社長に誘われてインターンシップを受け、その後複数の企業を就職先として検討するも、最終的に大学卒業後の2007年にインスパイアに入社した。
インスパイアではプライベート・エクイティ部門とコンサルティング部門に所属。2008年12月に同社の投資先であった株式会社ユーグレナの社外取締役に就任、2010年4月には取締役事業戦略部長としてユーグレナに完全移籍する。ユーグレナ移籍後は、経営戦略、総務人事、ファイナンス、広報、法務など幅広く担当、上場準備体制の構築も行った。2021年より同社のCEOに就任し、全事業執行を務める。
ユーグレナ在職中の2015年に社会課題解決に資するディープテック投資を推進するリアルテックファンドを設立。2024年、同ファンドを運営するUntroD Capital Japanの代表取締役社長に就任した。